# 224693 Morganfreeman
224693 Morganfreeman este o planetă minoră (asteroid) din centura de asteroizi. A fost descoperită pe 21 ianuarie 2006 la Borbona de Vincenzo Silvano Casulli⁠(d). 
Obiectul prezintă o orbită caracterizată de o semiaxă mare de 3,0798284776408 UAi, o excentricitate de 0,1, o înclinație de 8,1 ° în raport cu ecliptica.